# Harry Corner
Harry Richard Corner (* 9. Juli 1874 in Taunton; † 7. Juni 1938 in Cardiff, Wales) war ein britischer Cricketspieler.

## Erfolge
Harry Corner nahm als Mitglied der Devon & Somerset County Wanderers (D&SCW) an einer Club-Tour nach Frankreich im Rahmen der Weltausstellung 1900 in Paris teil. Dort spielte er mit der Mannschaft unter anderem gegen ein Team, das hauptsächlich aus Exil-Briten bestand, die durch die Union des sociétés françaises de sports athlétiques ausgewählt wurden. Der D&SCW wurde dabei als England bezeichnet, der Gegner als Frankreich. Dieses wurde im Jahr 1912 nachträglich als Bestandteil der Olympischen Spiele 1900 klassifiziert. Mit 158 Runs setzte sich sein Team, zu dem außer Corner noch Arthur Birkett, Charles Beachcroft, Alfred Bowerman, George Buckley, Francis Burchell, Frederick Christian, Frederick Cuming, William Donne, Alfred Powlesland, John Symes und Montagu Toller gehörten, gegen seine Kontrahenten durch und wurde damit in der Folge als Olympiasieger bezeichnet. Ursprünglich war Corner nicht für die Mannschaft vorgesehen, rückte aber kurzfristig ins Aufgebot, nachdem beide Mannschaften vereinbart hatten, mit zwölf Spielern die Partie zu bestreiten. Sein Heimatverein war der Castle Cary Cricket Club.
Corner besuchte die Blundell’s School und wurde später Partner in einer walisischen Firma für Wollhandel.